# Nick Kamarera
Nick Kamarera (n. 11 iunie 1976) este un DJ, producător și remixer român de muzică house. În 2009 Nick Kamarera a câștigat premiul „Best DJ” la Romanian Music Awards.

## Biografie
Nick Kamarera este un DJ care s-a făcut cunoscut încă din 1995, când a început pentru prima dată să mixeze în cluburile din Timișoara. Cum acest oraș este una dintre cele mai importante scene house din România, producătorul primește ocazia să mixeze alături de dj faimoși atât pe plan național, cât și internațional. Ca producător, este autor al mai multor remixuri.
Nick Kamarera face cunoștință cu pupitrul de DJ în zona de club a Timișoarei în anul 1995. Timișoara este cunoscută ca fiind un oraș precursor al muzicii de club în România, așa că i se oferă șansa să mixeze alături de DJ consacrați din țară și străinătate.
Ca producător este autor al mai mai multor remix-uri.
Winner @ RMA of "BEST DJ 2009" in Romania
Winner @ RMA of "BEST DJ 2012" in Romania
Winner @ RTH of "BEST DJ 2012" in Romania

## Discografie

### Single-uri
| An   | Disc single                            | Poziție maximă | Album |
| An   | Disc single                            | RO             | Album |
| ---- | -------------------------------------- | -------------- | ----- |
| 2008 | „Beautiful Days” (cu Deepside Deejays) | 2              | TBA   |
| 2009 | „Hold You” (cu Deepside Deejays)       | 8              | TBA   |
| 2010 | „Reason for Love” (cu Phelipe)         | 6              | TBA   |
| 2010 | „Thailanda” (cu Mike Diamondz)         | 16             | TBA   |
| 2011 | „Kalya” (cu Mike Diamondz)             | 8              | TBA   |
| 2011 | „Get a Life (Mama Yette)” (cu Alinka)  | 1              | TBA   |
| 2012 | „Nada Mas (Pego Pego)” (cu Alinka)     | 27             | TBA   |
| 2012 | „How Deep Is Your Love” (cu Alinka)    |                | TBA   |
| 2013 | „Lost”                                 |                | TBA   |

## Piese
| An   | Piesa                                    |
| ---- | ---------------------------------------- |
| 2008 | „Secret Ride” (cu Deepside Deejays)      |
| 2008 | „Feelings” (cu Deepside Deejays)         |
| 2009 | „Going My Way” (cu Deepside Deejays)     |
| 2011 | „All Around We Go” (cu Alinka și Cortes) |
| 2012 | „Marilena” (cu Dj Bigice și Alinka)      |
| 2012 | „5ive to 10” (cu ANDi C.)                |